# 반공주의

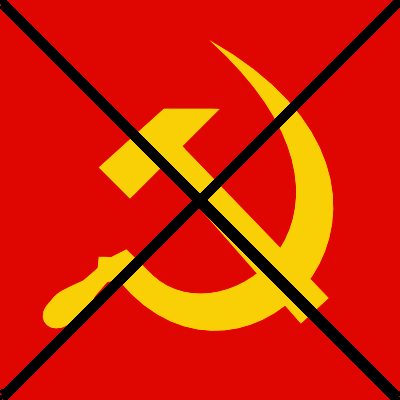
반공주의 포스터

반공주의(反共主義, anti-communism) 또는 반공산주의(反共産主義)는 공산주의의 이데올로기 및 그 이데올로기가 따르는 것에 반대하는 것을 말한다.
냉전 붕괴 이후 공산주의 정치를 대표했던 소련의 붕괴로 반공주의 운동은 세계적으로 퇴조하는 모습을 보이나 대한민국과 같이 공산주의 이념과 대치하는 지역과 같은 경우 주요한 이데올로기로써 여전히 남아 있다.
반공주의를 내세우는 상당수의 사람들은 대부분 좌우 정치학에서 우익에 속한 사람으로써 대표적으로 자본주의자는 공산주의의 성경에서 근거하는 공유재산제도 등을 비판하며, 파시즘을 추종하는 사람들은 프롤레타리아 혁명과 같은 계급 투쟁을 비판한다. 한편 좌파 내에서도 반공주의적인 시각을 가진 세력은 아나키스트들로, 공산주의 혁명이 국가의 종식이 아닌 공산주의 국가의 탄생으로 인한 중앙집권적 권력화와 당의 의존한 일당제 체제에 대해서 비판한다. 극단적인 반공주의자의 경우, 정통 마르크스 레닌주의 뿐만이 아니라, 사회주의와 연관되어 있는 사회민주주의와 같은 비슷한 제도도 맹비난하기도 한다.

## 반공주의 운동들

### 좌익 반공주의

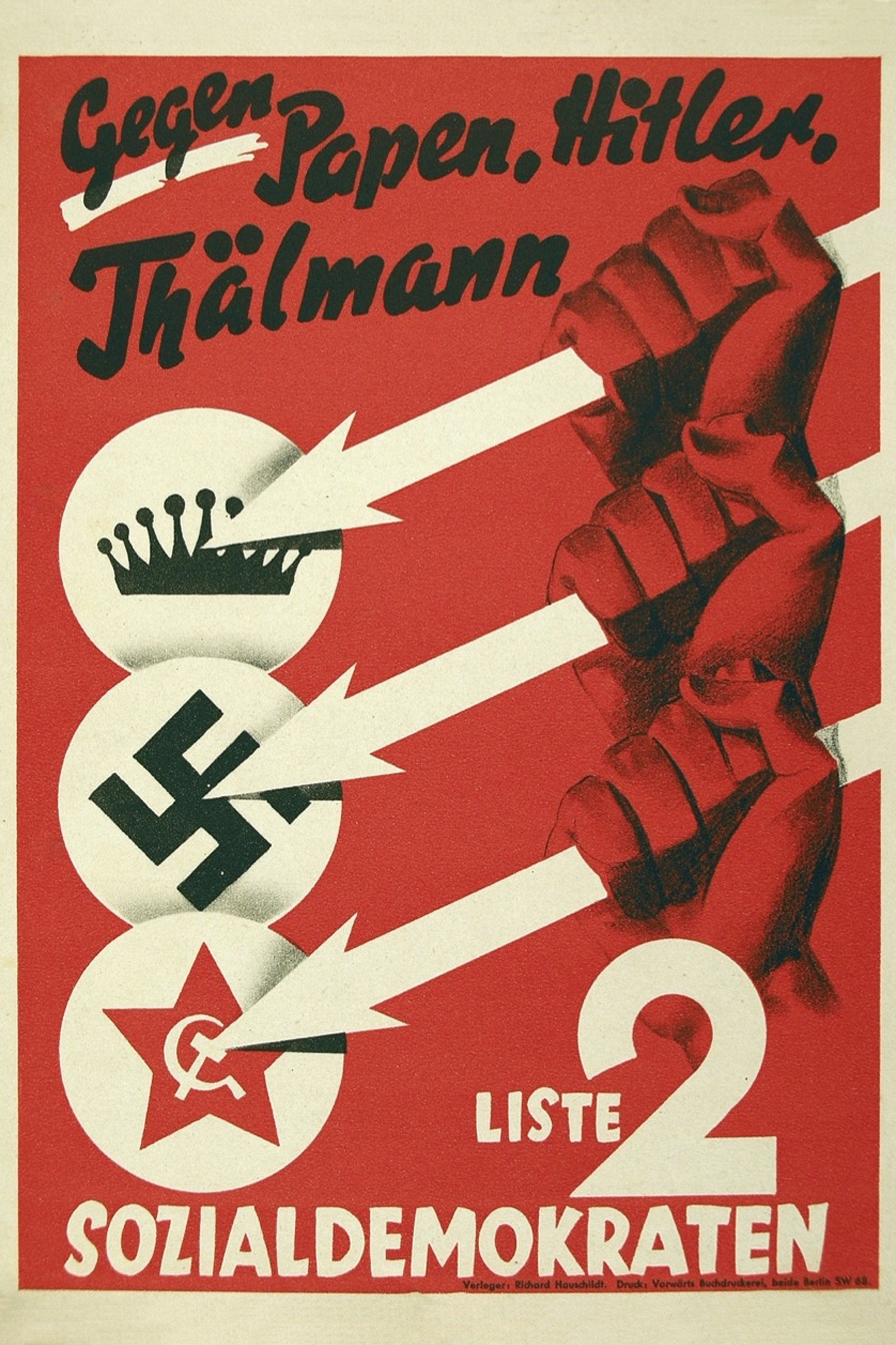
1932년 독일 사회민주당의 널리 알려진 선거 포스터. 반동적 보수주의, 나치즘, 공산주의에 대한 저항을 나타내는 3개의 화살표 기호와 "파펜, 히틀러, 텔만에 반대한다"라는 슬로건이 함께 표시됐다.

공산당이 사회주의의 제2인터내셔널에서 분리되어 마르크스레닌주의의 제3인터내셔널을 형성한 이래 사회민주주의자들은 공산주의의 반자유주의적 성격을 비판해왔다. 마르크스레닌주의 국가와 정당에 대한 좌익 비판자로는 프리드리히 에버트, 보리스 수바린, 조지 오웰, 바야드 러스틴, 어빙 하우, 맥스 샤흐트가 존재한다. 미국노동연맹은 항상 강경한 반공주의자였다. 더 좌익적인 산업조직회의는 1947년에 공산주의자들을 숙청했고 그 후에도 확고하게 반공주의적이었다. 영국에서 노동당은 1930년대에 공산주의자들이 노동당에 침투하여 지부들을 장악하려는 시도에 강력히 저항했다. 노동당은 반공주의자가 됐고 노동당 총리 클레멘트 애틀리는 NATO의 확고한 지지자였다.
아나르코공산주의가 잘 알려진 아나키즘 신조임에도 불구하고 공산주의에 반대하는 아나키스트들도 존재한다. 반공주의 아나키스트에는 아나르코원시주의자와 다른 녹색 아나키스트들이 포함되며 이들은 공산주의의 산업화의 필요성과 인지되는 권위주의를 비판한다.

### 자유주의
공산당 선언에서, 카를 마르크스와 프리드리히 엥겔스는 공산주의를 향한 단계가 될 수 있는 몇가지 임시의 단기 조치들을 설명했다. 그들이 지적하길 "이러한 조치는 물론 국가마다 다를 것이다. 그럼에도 불구하고 대부분의 선진국에서는 다음 사항이 매우 일반적으로 적용될 것이다." 루트비히 폰 미제스는 이를 토지와 생산의 재분배를 위한 "10개 항목의 계획"으로 묘사하고 초기 및 지속적인 재분배 형태가 직접적인 강압을 구성한다고 주장했다. 마르크스의 10개 항목 계획이나 선언문의 나머지 부분은 계획을 수행할 권리가 있는 사람에 대해 어떤 말도 하지 않는다. 밀턴 프리드먼은 자발적인 경제 활동이 없으면 억압적인 정치 지도자들이 강제력을 부여하기가 너무 쉽다고 주장했다. 프리드먼의 견해는 프리드리히 하이에크와 존 메이너드 케인스도 공유했고, 둘 다 자본주의가 자유의 생존과 번영에 필수적이라고 믿었다. 아인 랜드는 강경한 반공주의자였다. 그녀는 공산주의 지도자들은 일반적으로 공동의 이익을 위해 일한다고 주장하나 그들 중 다수 혹은 전부가 부패하고 전체주의적이라고 주장했다.
제1차 세계대전이 종결되자 자유주의 국제주의자들은 볼셰비키 정권에의 초기 반대 입장을 발전시켰는데, 그들은 볼셰비키 정권이 독일과 평화협정을 맺음으로써 전쟁에의 노력을 배신했고, 이후 소련에 병합된 지역이 자결권을 상실했다고 간주했다. 나중에는 1922년 이후의 소련에서의 스탈린주의자들의 공개재판과 기타 탄압에 대한 지식이 제2차 세계대전이 시작될 무렵 자유주의적 반공주의의 합의로 이어졌으나, 제2차 세계대전 도중 소련과 동맹을 맺는 동안 일시적으로 와해됐다. 역사가 리처드 파워스는 그 기간 동안의 두 가지 주요 형태의 반공주의, 즉 자유주의적 반공주의와 반혁명적 반공주의를 구분한다. 그는 반혁명주의자들이 제2차 세계대전 이전의 우익적 고립주의 전통에서 유래했다고 주장한다. 자유주의적 반공주의자들은 정치적 토론만으로도 공산주의자들이 불충실하고 무의미한 존재임을 보여주기에 충분하다고 믿었으나, 반혁명적 반공주의자들은 공산주의자들이 폭로되고 처벌돼야한다고 믿었다.
냉전의 자유주의자들은 노동조합의 성장, 시민권 운동, 빈곤에의 전쟁을 지지했고 동시에 그들이 해외의 공산주의적 전체주의로 간주하는 것에 반대했다. 그래서 그들은 소련 공산주의와 다른 형태의 공산주의를 봉쇄하는 노력을 지지했다.
해리 트루먼 대통령은 소련의 팽창주의를 막기 위해 트루먼 독트린을 공식화했다. 트루먼은 또한 미국의 양당 외교 정책을 분열시킨 것에 대해 조지프 매카시를 "크렘린이 가진 가장 큰 자산"이라고 불렀다. 에드워드 실스와 대니얼 모이니한과 같은 자유주의적 반공주의자들은 매카시즘을 경멸했다. 모이니한이 말했듯, "매카시에 대한 반응은 공산주의가 서구의 가치와 안보에 가하는 매우 실제적인 위협에 대한 어떤 논의도 무례하다고 여기는 유행의 반반공주의의 형태를 띠었다." 기밀해제된 베노나 프로젝트에서 소련의 스파이 네트워크가 폭로된 후, 모이니한은 "비밀을 덜 지켰더라면 매카시즘에의 자유주의적 과잉반응과 매카시즘 자체를 막을 수 있었을까?"라고 궁금해했다.
전후 서독을 시장경제의 자유민주주의로 이끌었던 콘라트 아데나워 총리는 소련을 "자유에의 가장 큰 위협"이라고 선언했는데, 이 생각은 국내외적으로 큰 영향을 미쳤다.
1991년 고르바초프와 소련이 몰락한 후, 반공주의 운동이 급속히 성장했다.
1990년대 초, 선거 실패와 보리스 옐친의 친위쿠데타의 결과로 동구권에서 많은 새로운 반공주의 운동이 등장했다. 이 권력 장악이 발생했을 때 30개가 넘는 선거 블록이 선거에 출마했다. 이러한 반스탈린주의 단체 중 일부는 다음과 같다: 러시아의 선택, 안정, 정의, 진보를 위한 시민연합, 건설적 생태운동, 러시아 민주 개혁운동, 존엄과 자비, 러시아의 여성. 이러한 운동은 선거에 출마하는데 성공하지 못했으나 소련 붕괴 이후에도 여전히 반공주의에 대한 강력한 지지가 있음을 보여주었다. 이러한 모든 운동은 소련의 스탈린주의 정책을 비판했고 운동 내의 일부 좌파 정당과 조직은 그것을 "사회주의자들에게 완전한 재앙"이라고 불렀다.

### 과거 공산주의자들
밀로반 질라스는 유고슬라비아의 공산주의자였고 유명한 반체제 인사이자 공산주의 비판가가 됐다. 레셰크 콜라코프스키는 폴란드의 공산주의자였으며 유명한 반공주의가 됐다. 그는 마르크스주의 사상에 대한 비판적 분석으로 가장 잘 알려져 있으며, 특히 그의 찬사를 받은 3권짜리 역사서인 마르크스주의의 주요 흐름은 "일부 사람들이 20세기 정치 이론에 관한 가장 중요한 책 중 하나로 간주한다." 실패한 신은 작가이자 언론인이었던 여러 유명한 과거 공산주의자들의 증언을 담은 6편의 에세이를 모은 1949년 책이다. 에세이의 공통 주제는 저자들이 공산주의에 환멸을 느끼고 포기한 것이다. 이 책의 홍보 문구는 "6명의 유명인이 공산주의에 대한 생각을 어떻게 바꾸었는지 이야기한다"이다. Anatoliy Golitsyn과 Oleg Kalugin은 모두 전직 KGB 장교였으며, 후자는 장군이었다. Dmitri Volkogonov는 글라스노스트 이후 소련 기록 보관소에 접근한 소련 장군이었고, 레닌주의 이념을 반박하여 레닌 숭배를 해체하는 비판적 전기를 썼다.
휘태커 체임버스는 비미 활동 위원회에서 동료 스파이들을 상대로 증언한 전 소련 스파이였다. Bella Dodd는 또 다른 미국의 반공주의자였다.
한때 마르크스주의자였던 다른 반공주의자로는 작가 맥스 이스트먼, 존 도스 파소스, 제임스 번햄, 모리 라이스킨드, 프랭크 마이어, 윌 허버그, 시드니 후크, 실패한 신이라는 책의 기고자인 루이스 피셔, 앙드레 지드, 아서 코에슬러, 이그나치오 실로네, 스티븐 스펜더, 타자크 자발라니, 리처드 라이트가 존재한다. 한때 사회주의, 자유주의자 혹은 사회민주주의자였던 반공주의자로는 존 체임벌린, 프리드리히 하이에크, 레이먼드 몰리, 노먼 포도레츠, 데이브드 호로비츠, 어빙 크리스톨이 존재한다.

### 반혁명 운동들

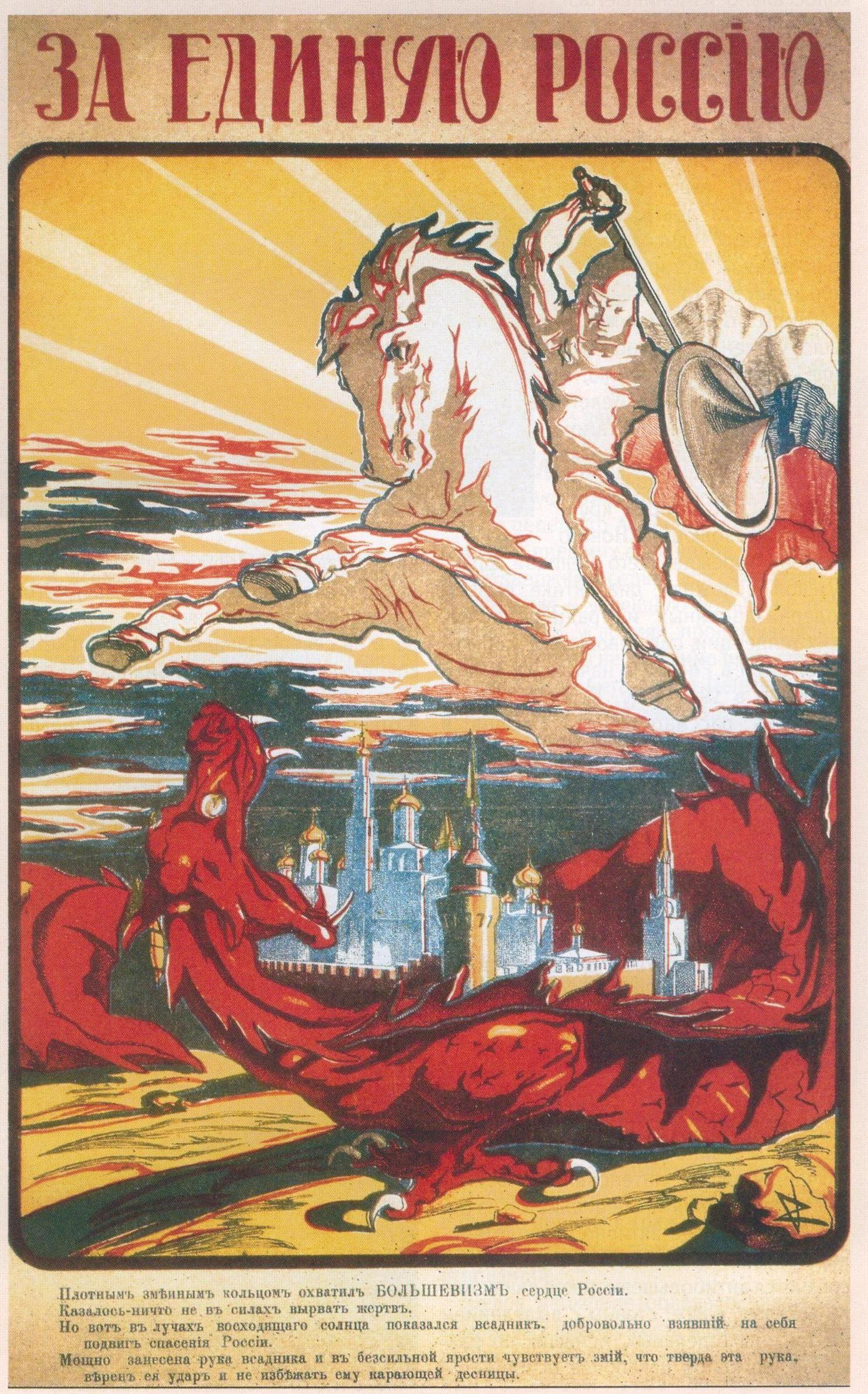
백군의 선전 포스터 "통일 러시아를 위하여"는 볼셰비키를 타락한 공산주의 용으로, 흰색의 대의를 십자군 기사로 표현했다.

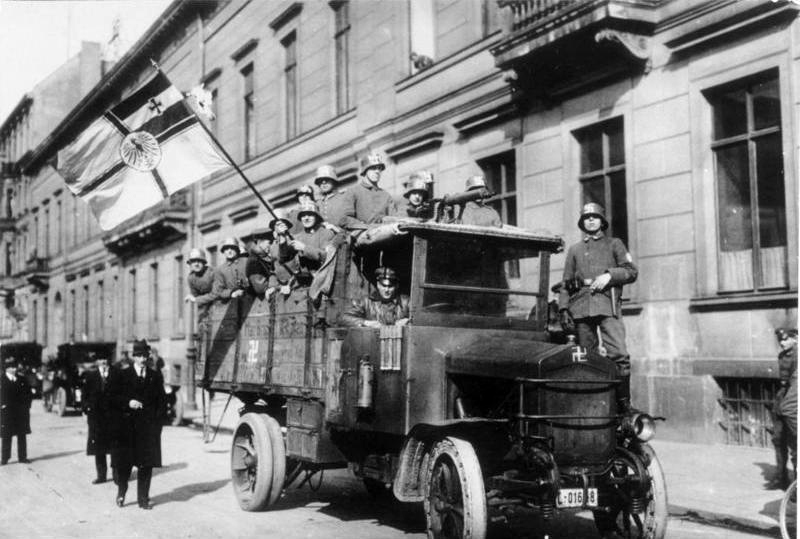
자유군단은 1918년부터 1919년까지의 독일에서의 공산주의 혁명에 맞서 싸우고 이를 해체하는 데 필수적이었던 반공주의 우익 준군사조직으로 나치즘의 선구자로 널리 여겨지며 로자 룩셈부르크와 카를 리프크네히트의 암살에 책임있다.

프랑스 혁명 이후 유럽과 세계 여러 지역을 휩쓴 혁명적 충동의 물결은 반혁명적 반응을 자아냈다. 역사가 제임스 H. 빌링턴은 그의 책 Fire in the Minds of Men에서 18세기 후반 프랑스 혁명의 쇠퇴에서 시작하여 러시아 혁명으로 절정에 달한 혁명의 역사적 틀을 설명한다. 망명 러시아 자유주의자를 포함한 대부분의 망명한 백계 러시아인들은 1920년대와 1930년대에 적극적으로 반공주의자였다. 그들 중 다수는 볼셰비키에 반대하는 러시아의 다양한 정치적 의견을 대표하는 빅텐트 운동으로 기능한 백색 운동에서 활동했다.
1930년대 영국에서는 강력한 상류 계층과의 인연으로 영국 외교 정책 엘리트들 사이에 반공주의가 널리 퍼졌다. 상류 게층인 클리브덴 집단은 영국에서 강경한 반공주의자였다. 미국에서 반공주의 열풍은 1940년대 후반과 1950년대 초반에 가장 극에 달했는데, 그때 할리우드 블랙리스트가 작성됐고, 비미 활동 위원회가 조지프 매카시 상원 의원이 주도한 육군-매카시 청문회를 텔레비전으로 생중계했고, 존 버치 협회가 결성됐다.

#### 백색 운동
백색 운동은 러시아 내전에서 공산주의 볼셰비키, 즉 적군에 맞서 싸운 반공주의 세력의 느슨한 연합이었다. 내전 이후, 이 운동은 시베리아의 러시아 국경 안팎에서 반란군의 군사화된 연합으로 제2차 세계대전 무렵까지 덜 활동했다.
러시아 내전동안, 백색 운동은 공산주의 볼셰비키에 반대하는 러시아의 다양한 정치적 의견을 대표하는 빅텐트 정치 운동으로 기능했다. 그들은 좌파의 공화주의적 자유주의자와 케렌스키주의의 사회민주주의자부터 군주주의자와 통일된 다국적의 러시아 지지자를 거쳐 우파의 국수주의의 검은 백인대까지 다양했다.
백군의 군사적 패배 이후 운동의 잔재와 지속은 여러 조직에 남았고, 그 중 일부는 좁은 지지만을 받았고, 1989년 혁명으로 유럽 공산주의 국가들이 붕괴되고 1990~1991년 소련의 붕괴까지 백계 러시아인 해외 공동체 내에서 지속됐다. 이 반공주의자들의 망명 공동체는 종종 자유주의 성향과 보수주의 성향으로 나뉘었고, 일부는 여전히 로마노프 왕조의 복원을 바라고 있었다. 내전 도중 빈 왕좌를 차지하려는 두 사람이 등장했는데, 러시아의 키릴 블라디미로비치 대공과 러시아의 니콜라스 니콜라예비치 대공이었다.

### 파시즘

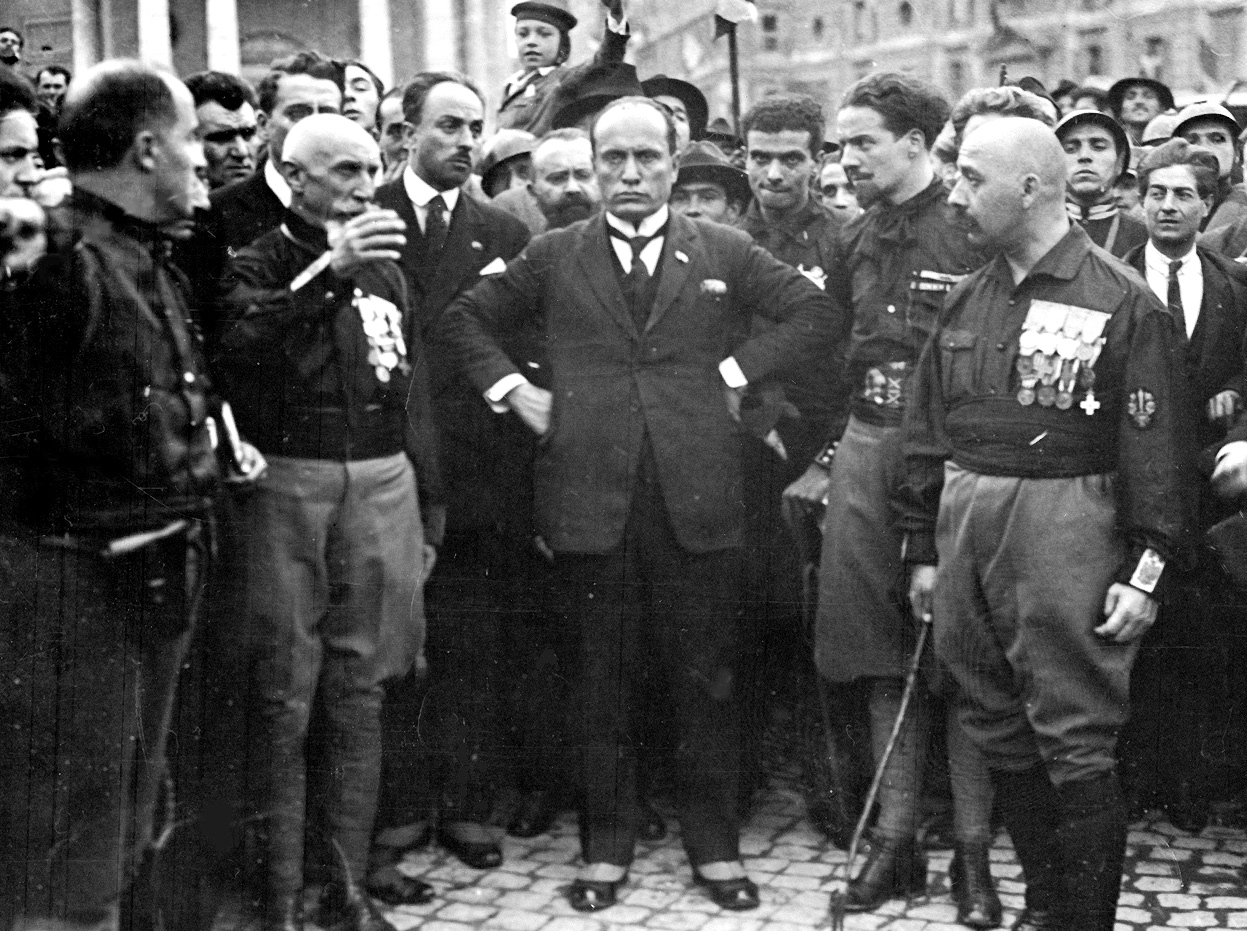
1922년 10월 무솔리니와 파시스트 준군사조직인 검은셔츠단의 로마 진군

파시즘은 종종 유럽의 공산주의와 사회주의 봉기에의 대응으로 여겨진다. 베니토 무솔리니가 창설하고 이끈 이탈리아 파시즘은 수년간의 좌익 불안으로 인해 많은 불만스러운 보수주의자들이 공산주의 혁명이 불가피하다고 두려워한 후 집권했다. 나치 독일의 학살과 살인에는 공산주의자들에 대한 박해가 포함됐으며 강제 수용소로 보내진 최초의 경우중 하나였다.
유럽에서는 보수적 지식인, 자본가, 산업가를 포함한 수많은 우익 및 극우 활동가들이 공산주의에 대해 공개적으로 반대했다. 1930년대 후반과 1940년대에는 여러 다른 반공 정권과 단체가 파시즘을 지지했다. 여기에는 스페인의 전통주의 팔랑헤당, 프랑스의 비시 정권과 반공 프랑스 의용군단 (독일 국방군 포병 연대 638), 그리고 남미에서는 아르헨티나 반공주의자 동맹과 브라질 통합주의와 같은 운동이 포함됐다.

### 나치즘
역사가 이언 커쇼와 요아힘 페스트는 1920년대 초반 나치가 독일의 반공 운동의 지도부를 놓고 경쟁하던 많은 민족주의 및 파시스트 정당 중 하나에 불과했다고 주장한다. 나치는 대공황 도중에야 독일 공산주의 세력에 맞서 거리 전투를 조직하면서 지배력을 행사하게 됐다. 아돌프 히틀러가 1933년에 집권했을 때, 그의 선전 책임자 요제프 괴벨스는 "반코민테른"을 설립했다. 그것은 전세계 청중 앞에서 볼셰비즘과 소련을 악마화하는 목표로 막대한 양의 반볼셰비키 선전을 발행했다.
1936년 나치 독일과 일본 제국은 반코민테른 조약에 서명했다. 이탈리아는 1937년에 서명국으로 가입했고 핀란드 및 스페인과 같이 추축국에 속하거나 가맹된 다른 국가들은 1941년에 가입했다. 조약의 첫번째 조항에서 독일과 일본은 코민테른 활동에 대한 정보를 공유하고 이러한 활동에 대항하여 공동으로 작전을 계획하기로 합의했다. 두번째 조항에서 두 당사자는 "공산주의 인터내셔널의 파괴적인 활동으로 인해 국내 평화가 위협받는" 다른 국가로 조약을 확대할 가능성을 열었다. 제3자에 대한 이러한 초대는 공동으로 수행되며 양 당사자의 명시적 동의가 필요하다.
공산주의자들은 나치의 첫번째 표적이 된 사람들 중 하나였으며, 다하우 강제 수용소는 1933년 처음 문을 열었을 당시 공산주의자, 주요 사회주의자 및 기타 "국가의 적"들을 수용하기 위한 곳이었다.

### 종교들

#### 불교
틱후옌꽝은 저명한 베트남 불교 승려이자 반공 반체제 인사였다. 1977년 꽝은 총리 팜반동에게 마르크스레닌주의 정권의 탄압을 자세히 설명하는 편지를 작성했다. 이로 인해 그와 다른 다섯 명의 고위 승려가 체포되어 구금됐다. 1982년 꽝은 국가 통제의 베트남 불교 승가의 설립을 공개적으로 비난한 후 정부 정책에 반대했다는 이유로 체포되어 영구적 가택연금에 처해졌다. 틱 꽝도는 베트남 불교 승려이자 반공 반체제 인사였다. 2008년 1월 유럽에 기반을 둔 잡지 A Different View는 틱 꽝도를 세계 민주주의의 15대 챔피언 중 한 명으로 선정했다.

#### 기독교

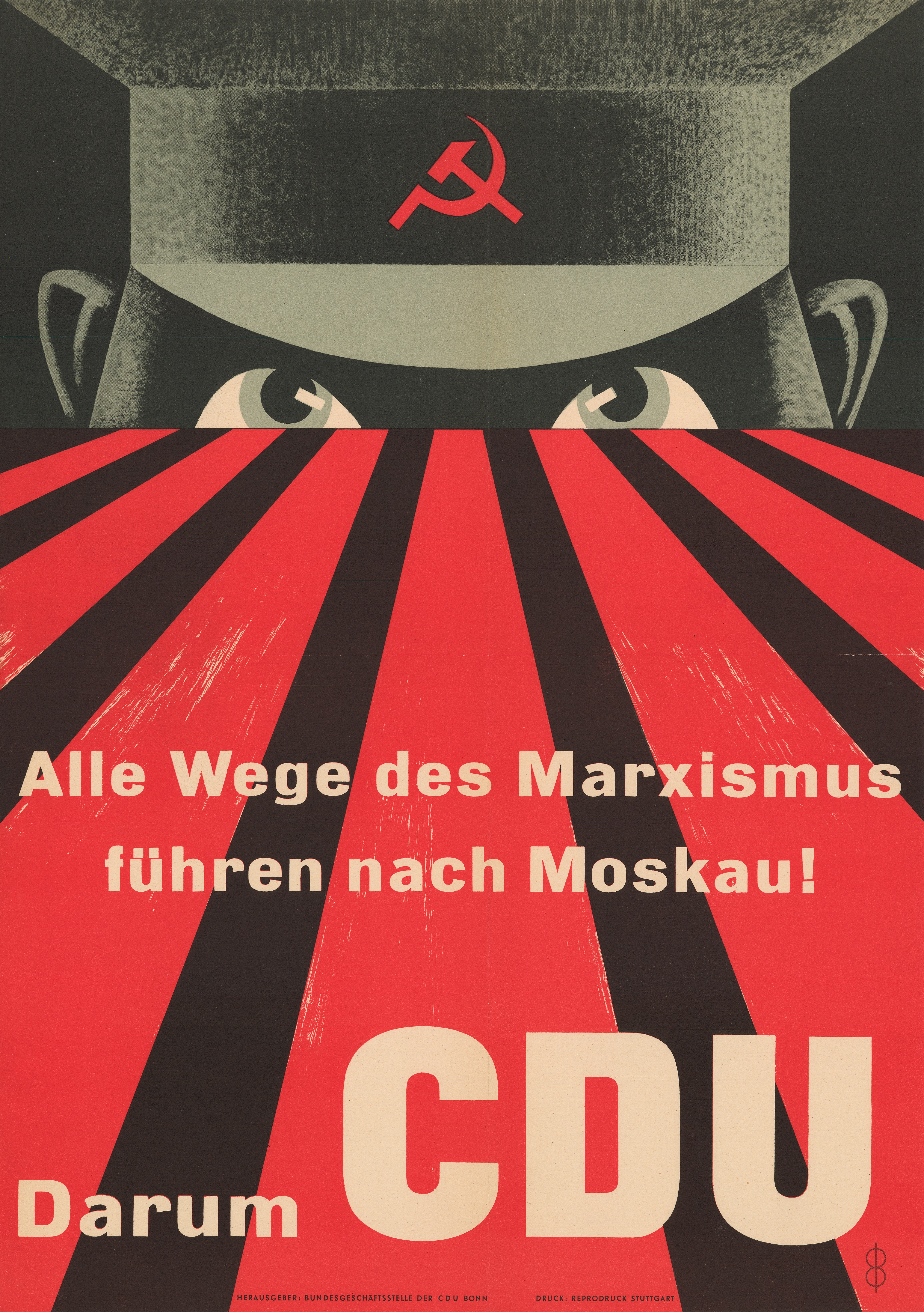
1953년 서독의 반공주의 선전: "마르크스주의의 모든 길은 모스크바로 통한다! 그러므로 CDU"

가톨릭교회는 반공주의에 대한 오랜 역사를 지니고 있다. 가장 최근의 가톨릭교회 교리서에서는 "가톨릭교회는 현대에 '공산주의'와 관련된 전체주의적이고 무신론적인 이념을 거부했다. ... 중앙집권적 계획으로만 경제를 규제하는 것은 사회적 유대감의 기반을 왜곡한다 ... [그래도] 공정한 가치 위계와 공동선에 대한 관점을 고수하면서 시장과 경제 주도권을 합리적으로 규제하는 것은 칭찬할만한 일이다"라고 명시하고 있다.
교황 요한 바오로 2세는 공산주의를 엄하게 비판했으며 교황 비오 9세도 마찬가지였는데, 그는 Quanta cura라는 제목의 교황 회칙을 발표하여 '공산주의와 사회주의"를 가장 치명적인 오류라고 불렀다. 교황의 반공주의적 입장은 이탈리아에서 알치데 데 가스페리가 1943년 창립한 중도당인 기독교 민주 (DC)에 의해 계승되어 1993년 해체될때까지 거의 50년 동안 이탈리아 정치를 지배했으며 이탈리아 공산당이 집권하는 것을 막았다.
1945년부터 호주 노동당 (ALP) 지도부는 B. A. 산타마리아가 이끄는 반공 로마가톨릭 운동의 지원을 받아들였는데, 이는 가톨릭 신도가 중요한 전통적 지지 기반이었던 호주 노동조합에 대한 공산주의의 전복 혐의에 반대하기 위한 것이었다. 주의회 노동당과 산타마리아의 부대표인 베르트 크레이만은 ALP의 정치 및 산업 지도자들을 만나 호주 노동조합주의에 대한 공산주의의 전복 혐의에 반대하는 운동을 논의했다. 노동조합에 대한 공산주의의 침투에 반대하기 위해 산업 그룹이 결성됐다. 이 그룹은 1954년 선거에서 노동당이 패배한 후, 연방 지도자 허버트 에바트가 페트로프 사건에 대한 대응 맥락에서 패배원인을 "그루퍼"의 "전복적" 활동으로 돌릴때까지, 1945년부터 1954년까지 ALP 지도부의 지식과 지원을 받으며 활동했다. 격렬한 공개적 논쟁 끝에 많은 그루퍼(뉴사우스웨일즈와 빅토리아주 행정부 대부분 구성원과 빅토리아 노동당 지부 대부분 포함)가 ALP에서 추방되어 옛 민주노동당 (DLP)를 결성했다. ALP 개혁을 강제하고 공산주의의 영향력을 제거한 다음 "숙청된" ALP에 다시 합류하려는 의도로 DLP는 호주 자유당 (LPA)를 선호하여 20년 이상 집권할 수 있었다. 이 전략은 실패했고 1970년대 휘틀램 정부 이후 DLP의 대부분은 1978년에 당을 청산하기로 결정했으나, 소규모 연방 및 주 기반 민주노동당은 빅토리아를 기반으로 계속 활동했고, 2008년에 뉴사우스웨일즈와 퀸즐랜드에서 주 정당이 개혁됐다.
제2차 세계대전의 말기에서 소련이 헝가리를 점령한 후 많은 성직자들이 체포됐다. 헝가리 가톨릭 교회의 수장인 에스테르곰의 요제프 민젠티 대주교의 사건이 가장 잘 알려져있다. 그는 공산주의 사상에 대한 반역 혐의로 기소되어 1949년에서 1956년 사이 몇년동안 재판당하고 고문당했다. 마르크스레닌주의와 소련의 통제에 반대하는 1956년 헝가리 혁명동안 민젠티는 풀려났으나 운동이 실패한 후 부다페스트에 있는 미국 대사관으로 이주해야했고, 1971년 바티칸과 헝가리의 마르크스레닌주의 정부가 그가 오스트리아로 나갈 길을 마련할 때까지 그곳에서 살았다. 그 후 몇 년 동안 민젠티는 전 세계를 여행하며 캐나다, 미국, 독일, 오스트리아, 남아프리카, 베네수엘라에 있는 헝가리인 거주지들을 방문했다. 그는 레닌주의 정권에 대한 강력한 비판 캠페인을 이끌며 레닌주의 정권이 그와 헝가리 인민에게 저지른 잔혹 행위를 비난했다. 레닌주의 정부는 그를 고발하고 바티칸이 에스테르곰 대주교라는 직함을 박탈하고 공산주의에 반대하는 공개연설을 하는 것을 금지할 것을 요구했다. 바티칸은 결국 그의 정치적 반대자들에게 부과된 파문을 취소하고 그의 직함을 박탈했다. 에스테르곰 대교구가 공식적으로 공석이라고 선언한 교황 바오로 6세는 민첸티가 살아있는 동안 그 자리를 채우기를 거부했다.
크리스천 사이언스 모니터에 의하면, 중국의 크리스천 변호사인 가오즈성은 공산주의 통치하의 중국에 대한 "가장 끈기 있고 용감한 가시" 중 하나이다. 가오는 석탄 광부, 이주 노동자, 정치 활동가, 기독교인과 파룬궁 수련자를 포함하여 종교적 신념 때문에 박해받는 사람들을 옹호함으로써 중국공산당에 도전한 공로로 명성을 얻었다. 미국에 본사를 둔 기독교 인권단체인 차이나에이드에 의하면, 2006년 가오는 공산주의 국가에 대한 "전복 선동" 혐의로 3년형을 선고받았고 궁극적으로 2011년 12월 신장에 수감됐다. 2014년 8월에 감옥에서 풀려난 그는 가택연금을 당했다. 2016년에 출간된 회고록에서 가오는 고문과 3년간의 독방 감금을 회상하며 그동안 기독교 신앙과 중국에 대한 희망으로 버텼다고 말했다. 가오는 2017년에 중국의 공산주의 통치가 끝날 것이라고 예언했는데, 이는 그가 신으로부터 받은 계시라고 한다. 가오는 2017년 8월에 "실종"됐다. 2024년 4월 현재까지 그의 가족은 그에게서 소식을 듣지 못했고 실종 이후로 그의 행방에 대해서도 듣지 못했다.

#### 시크교
인도 펀자브주에서 공산주의는 시크교의 Damdami Taksal 명령에 의해 반대됐다. 많은 공산주의자들이 Taksalis와 다른 시크교 무장세력에 의해 암살당했다.

#### 파룬궁

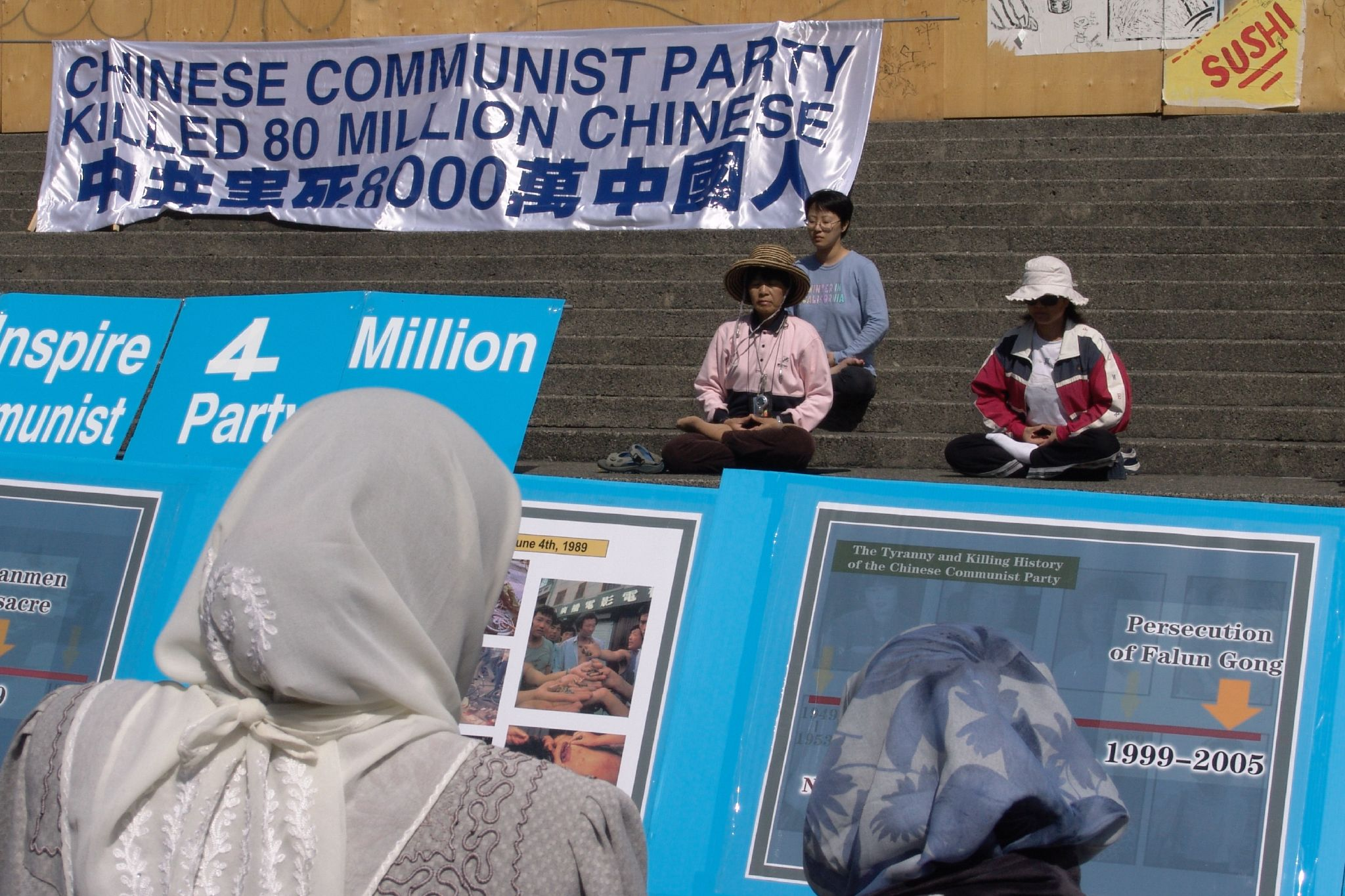
2005년 캐나다 브리티시컬럼비아주 밴쿠버에서 파룬궁이 반공주의 시위를 벌이고 있다. 시위대 앞에 전시된 내용은 중국의 인권 침해에 대한 자세한 내용을 담고 있다.

파룬궁 수련자들은 중국공산당의 파룬궁 박해에 반대한다. 1999년 4월, 텐진에서 일어난 사건 이후, 만 명이 넘는 파룬궁 수련자들이 공산당 본부(중난하이)에 모여 침묵시위를 벌였다. 2개월 후, 공산당은 이 수련을 금지하고, 보안 단속을 시작했으며, 이에 반대하는 선전 캠페인을 시작했다. 1999년 이래로 중국의 파룬궁 수련자들은 고문, 임의 구금, 구타, 강제 노동, 장기 적출 및 정신적 학대를 당한 것으로 알려졌다. 파룬궁은 그들만의 미디어 캠페인으로 대응했고 극우 에포크타임스, 뉴탕다이너스티 텔레비전 및 공산당을 비판하는 기타 조직을 창립함으로써 공산당에 반대하는 주목할만한 목소리로 떠올랐다.
파룬궁 활동가들은 구금 중에 고문당했다고 거듭 주장했다. 중국 정부는 이러한 주장을 부인하며, 구금 중에 발생한 사망은 자연적인 원인과 의료 치료 거부와 같은 요인으로 인해 발생했다고 말했다. 데이비드 오운비에 의하면, "[중국 정부는] 중국 역사 전반에 걸쳐 수백번이나 파룬궁과 같은 운동을 억압했다." 중국의 공산주의 정부는 "제국이 항상 해왔던 것과 똑같은 행위를 했다. 즉, 지도자들을 체포하고 일반적으로, 항상은 아니지만, 처형하고 다른 사람들을 재교육한 척하여 집으로 돌려보내서 그들이 거기서부터 좋은 사람이 되기를 바랐다."
서방 언론이 파룬궁에 대해 얻는 정보의 대부분은 파룬궁의 홍보 회사로 알려진 라클린 미디어 그룹에서 배포한다. 7월 12일 비엔나 라디오 네트워크에서 발표한 보도에 따르면, 유명한 독일 해부학자 군터 폰 하겐스가 최근 인체 전시회를 열었고, 이것이 파룬궁의 생체 장기 적풀 의혹을 불러일으켰다. 히겐스는 기자회견을 열어 전시된 인체 중 어느것도 중국에서 온 것이 아니라고 확인했다. 하겐스의 성명은 파룬궁의 소문을 반박했다.
중국 정부 관리에 따르면, "[파룬궁 회원들이 장기적풀을 위해 중국에서 살해당하고 있다는 주장과 킬고어-메이터스 보고서는 오래 전에 거짓으로 밝혀졌으며, 소수의 반중국 인사들이 중국의 평판을 훼손하기 위해 조작한 거짓말에 불과하다는 것이 증명됐다. 공청회에서 제기된 악의적인 비난은 7년 전에 중국 당국뿐만 아니라 중국에서 양심적인 조사를 수행한 다른 여러 나라의 외교관과 언론인들, 베이징에 있는 미국 대사관의 임원과 직원, 선양에 있는 미국 총영사관의 직원 등에 의해 이미 강력하게 반박됐다."
2006년, 많은 수의 파룬궁 수행자들이 중국의 장기 이식 산업에 공급하기 위해 살해되었다는 주장이 제기됐다. 킬고어-메이터스 보고서는 "2000년에서 2005년까지 6년 동안 41,5000건의 이식 수술의 출처가 설명되지 않았다"고 밝히고 "의도치 않은 파룬궁 수행자들의 장기가 대량으로 압수되었고 오늘날에도 계속 압수되고 있다"고 결론지었다. 아선 구트만은 2000년에서 2008년까지 65,000명의 파룬궁 수행자들이 장기를 위해 살해당했다고 추산됐다.
2009년 스페인과 아르헨티나의 법원은 파룬궁 탄압을 조직한 역할에 대해 중국 고위 관리들을 집단 학살과 반인륜 범죄 혐의로 기소했다.

#### 통일교
1940년대 통일교 설립자 문선명은 조선공산당 당원들과 협력하여 일본 제국에 대항하는 한국의 독립운동을 지지했다. 한국전쟁(1950~1953) 이후 그는 노골적인 반공주의자가 됐다. 문 대표는 자유민주주의와 공산주의 간의 냉전을 신과 사탄의 마지막 갈등으로 보았고, 분단된 한반도를 주요 전선으로 삼았다.
통일교는 창립 직후 장개석이 1966년 중화민국(대만) 타이베이에서 설립한 세계자유민주연맹과 자유아시아방송을 후원한 국제 공공외교단체인 한국문화자유재단 등 반공 단체를 지원하기 시작했다. 통일교 운동은 주류 언론과 대안 언론으로부터 반공주의 활동으로 비판당했고, 이들의 많은 회원들이 제3차 세계대전과 핵무기 홀로코스트로 이어질 수 있다고 말했다. 이 운동의 반공 활동은 일본의 백만장자이자 활동가인 사사카와 료이치로부터 재정적 지원을 받았다.
1972년 문선명은 저서 『신의 원리』의 가르침을 바탕으로 공산주의의 쇠퇴를 예측했다: "성경 7000년, 즉 6000년의 복원 역사와 1000년의 완성의 시기가 지나면 공산주의는 70번째 년도에 몰락한다. 1978년의 의미는 다음과 같다. 1917년에 시작된 공산주의는 약 60년 동안 유지되어 정점에 도달할 수 있다. 따라서 1978년은 경계선이고 그 후 공산주의는 쇠퇴하고 70번째 년도가 되면 완전히 망가질 것이다. 이것이 사실이다. 따라서 지금은 공산주의를 연구하는 사람들이 공산주의를 포기해야할 때이다." 1973년 그는 공산주의를 대체하고 "모든 분야의 모든 정치적, 경제적 상황"을 해결하기 위해 '자동적인 신정정치"를 촉구했다. 1975년 문선명은 서울 여의도에서 열린 북한의 잠재적 군사 침략에 반대하는 정부 후원 집회에서 약 100만명의 청중을 대상으로 연설했다.
1976년 문선명은 정치적 보수주의를 촉진하기 위해 워싱턴 DC에서 워싱턴 타임즈 신문을 발행하고 한국, 일본, 남미에서 신문을 발행하는 국제뉴스 미디어 대기업인 뉴스월드 커뮤니케이션즈를 설립했다. 워싱턴 포스트에 의하면 "타임즈는 문선명이 공산주의에 맞서 싸우고 워싱턴 포스트의 자유주의적 편향성에 대한 보수적인 대안이 되기 위해 설립됐다." 문선명의 '오른팔'이라고 불리는 박보희는 창립 회장이자 창립 이사회 의장이었다. 문선명은 랍비이자 대학 교수인 리처드 L. 루벤스타인에게 이사회에 합류해달라고 요청했다. 워싱턴 타임즈는 일반적인 친이스라엘 편집 정책으로 유명하다. 2002년, 타임즈 창립 20주년 기념 축제에서 문선명은 이렇게 말했다: "워싱턴 타임즈는 하나님에 대한 진실을 전세계에 전파하는 도구가 될 것이다."
1980년 회원들은 뉴욕에 기반을 둔 반공교육 단체인 카우사 인터내셔널을 설립했다. 1980년대에는 21개국에서 활동했다. 미국에서는 복음주의 및 근본주의 기독교 지도자를 위한 교육 컨퍼런스와 상원 직원, 히스패닉계 미국인 및 보수 활동가를 위한 세미나 및 컨퍼런스를 후원했다. 1986년, 카우사 인터내셔널은 니카라과의 미스키토 인디언들과 니카라과 정부의 박해에 관한 다큐멘터리 영화 '니카라과는 우리의 고향이었다'를 후원했다. 이 영화는 나중에 소련-아프간 전쟁 중 반소련 세력과 함께 촬영하던 중 사망한 USA-UWC 회원 리 샤피로가 촬영 및 제작했다. 이 당시 카우사 인터내셔널은 반군 지도자들의 비행 비용 외에도 미국 중앙정보국의 콘트라 공급을 직접 지원하기도 했다. 의회가 콘트라에 대한 CIA의 자금 지원을 중단한 후 COUSA의 지원은 확대됐다. 현대 CIA 보도에 따르면 반산디니스타 세력과 그 가족을 위한 공급은 문선명의 통일교부터 미국 정치인, 복음주의 단체, 전직 군인에 이르기까지 미국 내 다양한 출처에서 이루어졌다.
1983년, 일부 미국 회원들은 대한항공 007편 격추 사건에 대응하여 소련에 대한 공개 시위에 참여했다. 1984년, HSA-UWC는 스탠퍼드 대학교, 시카고 대학교 및 기타 기관에서 보수 지향적인 연구와 세미나를 후원하는 워싱턴 DC 싱크탱크인 워싱턴 공공정책 가치 연구소를 설립했다. 같은 해 회원 댄페퍼먼은 버지니아주에서 국제종교자유연합을 설립하여 정구 기관의 종교의 자유 위협에 항의하는 데 적극적으로 활동하고 있다. 1985년 8월, 문 대표가 설립한 단체인 교수세계평화아카데미는 제네바에서 "공산주의 제국 붕괴 이후 세계의 상황"을 주제로 한 컨퍼런스를 후원했다. 1991년 소련의 붕괴 후 통일교 운동은 러시아를 비롯한 구소련 국가에서 광범위한 선교 활동을 장려했다.

#### 이슬람
소련의 무슬림 지역(코카서스와 중앙아시아)에서 당-국가는 공산주의 노선을 따른 이념적, 사회적 변화에 대한 장애물로 여겨지는 이슬람 예배, 교육, 협회 및 순례 기관을 억압했다. 이슬람 국가가 수립된 곳에서 좌익 정치는 종종 모독과 연관되어 불법화됐다. 수단, 예멘, 시리아, 이라크, 이란과 같은 국가에서 공산주의자와 기타 좌익 정당은 이슬람주의자들과 권력을 놓고 치열한 경쟁을 벌이고 있다.

## 문학

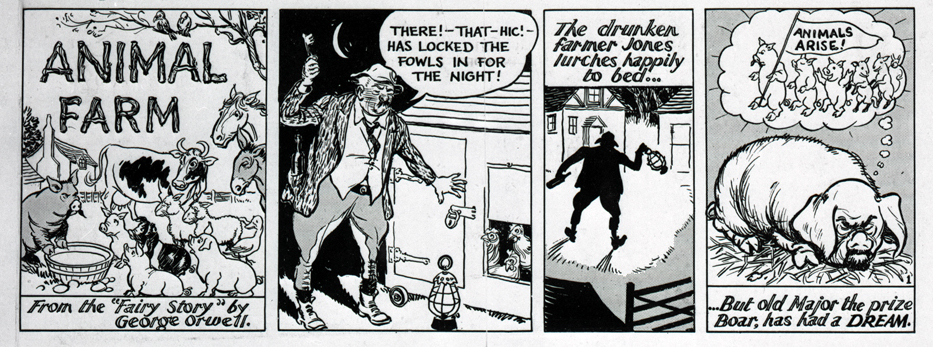
영국의 외무부의 냉전 반공 부서인 IRD를 위해 제작된 1950년의 동물 농장 연재 만화

민주사회주의자인 조지 오웰은 1984와 동물 농장이라는 두 권의 가장 널리 읽히고 영향력있는 반전체주의 소설을 썼는데, 두 작품 모두 이오시프 스탈린 통치 하의 소련을 암시하고 있다.
또한 좌파에서는 독일 공산당의 전 구성원인 아서 쾨슬러가 다양한 작품에서 반공주의적 관점에서 혁명의 윤리를 탐구했다. 그의 초기 소설 3부작은 쾨슬러가 유토피아적 목적이 혁명 정부가 종종 사용하는 수단을 정당화하지 못한다는 확신이 커졌음을 나타냈다. 이 소설들은 The Gladiators (로마 제국에서 스파르타쿠스가 이끈 노예 봉기를 러시아 혁명의 우화로 탐구함), Darkness at Noon (모스크바 재판을 바탕으로 한 소설로, 쾨슬러를 그 시대의 가장 저명한 반공주의 지식인 중 한 명으로 만들어준 매우 널리 읽힌 소설), The Yogi and the Commissar, Arrival and Departure이다.
휘태커 체임버스는 미국의 과거 공산주의자로, 앨저 히스를 연루시킨 비미활동위원회에 협조한 것으로 유명해졌으며, 1952년에 반공주의 회고록인 증인을 출판했다. 이 회고록은 "반공주의 보수주의자들의 주요 구호"가 됐다.
러시아 작가 보리스 파스테르나크는 그의 반공 소설 닥터 지바고가 소련(금서처리 됐었음)에서 밀반출되어 1957년 서방에서 출판된 이후 국제적인 명성을 얻었다. 그는 소련 당국의 엄청난 비난에도 불구하고 노벨문학상을 수상했다.
알렉산드르 솔제니친은 러시아 소설가, 극작가, 역사가였다. 그의 글, 특히 그의 가장 잘 알려진 작품인 수용소 군도와 이반 데니소비치의 하루를 통해 그는 소련의 강제노동 수용소체제인 굴라그를 세상에 알렸다. 이러한 노력으로 솔제니친은 1970년 노벨문학상을 수상했고 1974년 소련에서 추방됐다.

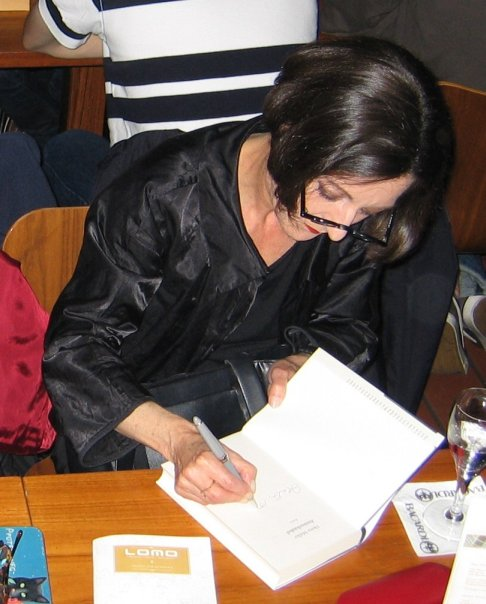
2009년의 헤르타 뮐러

헤르타 뮐러는 루마니아 태생의 독일 소설가, 시인, 수필가로, 억압적인 니콜라에 차우셰스쿠 정권 하의 공산주의 루마니아에서의 혹독한 삶의 조건, 바나트(그리고 더 넓게는 트란실바니아)의 독일인의 역사, 루마니아에서의 스탈린주의 소련 점령군과 소련이 부과한 루마니아 공산주의 정권에 의한 독일계 루마니아인에 대한 박해를 묘사한 작품으로 유명하다. 뮐러는 1990년대 초부터 국제적으로 알려진 작가였으며 그녀의 작품은 20개 이상의 언어로 번역됐다. 그녀는 1994년 클라이스트상, 1995년 아리스테이온상, 1998년 국제 더블린 문학상,  2009년 프란츠 베르펠 인권상, 2009년 노벨문학상을 포함하여 20개 이상의 상을 수상했다.
아인 랜드는 자유방임 자본주의를 열렬히 지지했던 20세기 러시아계 미국인 작가였다. 그녀는 러시아에서의 공산주의의 영향에 관해 We the Living을 썼다.
리차드 웜브란트는 공산주의 루마니아에서 자신의 신앙 때문에 고문당한 경험에 대해 글을 썼다. 그는 공산주의를 악마의 음모에 기인시켰고 카를 마르크스가 악마에게 사로잡혔다고 암시했다.

## 세계의 반공주의

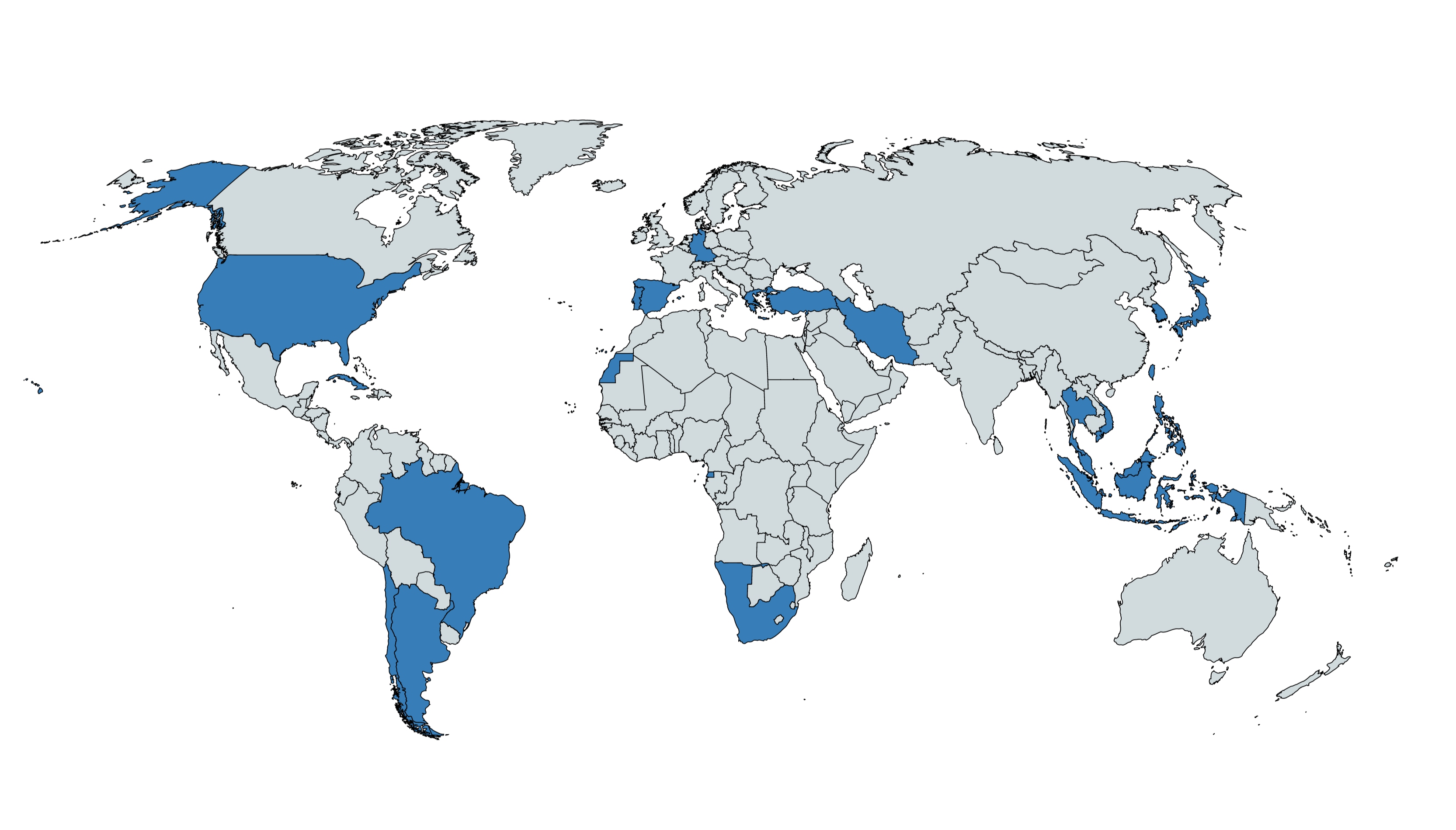
과거 반공정책을 실시했거나 공산주의에 적대적이였던 국가들

## 미국의 반공주의
조지프 매카시에 의해 무분별한 반공주의의 광풍이 불어닥친 시대를 일컫는 매카시즘 시대 당시에는 공산주의자로 의심받는 자는 직장에 도태되거나 국외로 추방되었다. 이를테면 찰리 채플린의 경우 영화 《모던 타임즈》가 자본주의를 비판하는 내용이어서, 공산주의자로 의심받아 추방당하는 수모를 받았다. 그외 독일계 공산주의 작가인 베르톨트 브레히트도 반공주의자들의 탄압으로 동독으로 떠나기도 했다. 매카시즘은 근거 없는 마녀사냥으로 불리어 희생자를 불러일으키기도 하였고, 이후 비판을 많이 받았으나, 냉전 기간 당시에 미국 정가 내에 잠입한 소련의 간첩을 찾아낸 적도 있었다.
미국의 도널드 트럼프 대통령은 '공산주의 희생자를 위한 국가기념일’에 대한 메시지에서 "공산주의자들의 탄압의 결과로 사망한 1억 명 이상의 사람들을 추도한다"며, "오늘날 우리는 자유와 정의, 그리고 모든 인간의 삶의 가치에 대한 깊은 존경 등 민주주의의 핵심 원칙 위에 세워진 평화와 번영의 미래를 모든 사람이 지킬 수 있도록 돕겠다는 우리의 약속을 거듭 강조한다." 라고 한 반공주의적인 선언을 한 적도 있었다.

## 일본의 반공주의
20세기초 지식인들에 의해서 유입된 사회주의는 대역사건(1910년), 치안유지법(1925년)등으로 탄압받았다. 1930년대 군부가 권력을 잡은 뒤에도 일본공산당원 등의 좌파 인사들 중에는 고문과 회유 때문에 사상 전향을 한 사람도 있다고 한다. 1947년 일본이 완전히 민주주의 형태의 입헌군주제로 들어설 당시 공산주의를 합법화했지만, 1950년대 후반에 들어서 반공주의가 강화된 일본에서는 공산주의 및 이와 유사한 계열의 사상들이 쉽게 사회에 받아들여지지 않았고 이에 대한 반응으로 1960년대부터 1970년대까지 몇몇 좌익 세력들은 일본 적군파(일본 무장투쟁단체)와 같은 테러리즘과 같은 행위로써 자신의 정치적인 표출을 하였다.

## 대한민국의 반공주의
일제강점기인 1920년대에 자유시 참변이나 일제강점기 독립운동에 있어 방법론에 있어 차이가 있어 사회주의자와 민족주의자 간의 갈등에서 시작된 대한민국에서의 반공주의는 해방 직후 만주와 한반도 북부에 진주한 소련군들의 기독교 탄압과 소유를 공유화하는 것에 대한 반발로 한반도 이북에 거주하는 주민들이 대규모로 월남하면서 견고하게 형성되었다.
건국직후 대한민국의 반공주의 이념은, 사상의 자유가 보장되는 민주주의 이념과 맞지 않아 헌법이나 법률에 의해 공식적으로 선언된 것은 아니며 단지 재산권을 침해하는 공산주의에 대항하여 경제적 자유를 지킬 목적으로 시행하였으나, 이후 1948년 여수·순천 사건 이후 제정된 국가보안법에 근거하여 시장의 자유를 중시하는 자본주의 체제에 반하는 공산주의 활동에 대해 국가변란이라고 하면서 본격적으로 강력한 반공정책을 시행하였다. 이는 정부 정책을 비판하는 사람들을 탄압하는데 활용되기도 하여 한국전쟁 기간 및 이승만 정권 말기, 박정희 유신 체제 시절, 전두환 시절에 공산주의자들이 반정부적인 행위를 했다는 이유로 국외로 추방되거나 처벌되었으며, 거창 양민 학살 사건, 인혁당 사건, 동백림 사건이 일어나기도 하였다.
1968년 대한민국 정부는 국가재건과업의 제1목표인 반공체제를 강화함으로써 국가의 안전을 위태롭게 하는 공산계열의 활동을 봉쇄하고 국가의 안전과 국민의 자유를 확보함을 목적으로 하는 반공법을 제정하면서 국가보안법 제1조에서 정한 단체 중에서 "공산계열의 노선에 따라서 활동하는 단체"를 특정하여 법률에 의하여 반공주의를 공식화하였다. 현재 법률상 공식적인 반공주의는 1980년에 폐지되어 존재하지 않으나 여전히 대한민국 사회 내에서 강한 정치적인 논쟁거리로 남아있다.
한국 천주교는 일제강점기부터 가톨릭 액션이라는 가톨릭 교회 평신도들의 사회운동을 통해 반공을 가장 중요한 목표로 삼았다. 한국의 가톨릭교회는 1920년대 초부터 교황의 반공적 교서들을 소개하는 방식으로 가톨릭 교리와 반공주의가 결합되었다. 당시 천주교의 최고 지도자들은 앞장서서 신자들의 반공적 행동을 촉구하였다. 노기남 주교는 총선거를 앞두고 관할교구 교회들에 공문을 보내 "공산주의적 세력 밑에 강제 노동을 하고 있는 노동자들이 하루 바삐 천주께서 주신 인권과 자유를 찾기 위하여, 또 그리스도를 반대하는 공산주의자들이 회개하기 위하여"성모께 특별한 전구를 간청할 것을 명했다. 또 1950년2월 주교들은 교회의 사회적 입장을 집대성한 공동교서 '사회질서 재건에 대하여 교도와 동포에게 고함'에서 "공산주의야말로 인민의 아편'이라고 주장했다.

## 기타 국가들의 반공주의
터키, 모로코, 태국, 칠레, 콘도르 작전에 동참한 라틴 아메리카 국가들이 등이 과거에 강력한 반공주의 정책을 실시하였다.

## 반공주의 문학
- Torben Gülstorff: Warming Up a Cooling War: An Introductory Guide on the CIAS and Other Globally Operating Anti-communist Networks at the Beginning of the Cold War Decade of Détente (Cold War International History Project Working Paper Series #75), Washington 2015.

## 같이 보기
- 공산주의
- 사회주의
- 레닌주의